# Wet op de dividendbelasting 1965
De Wet op de dividendbelasting 1965 (kortweg Wet DB 1965) regelt de dividendbelasting die de Nederlandse rijksoverheid heft met betrekking tot “opbrengsten” uit aandelen (en daarmee gelijkgestelde rechten) in vennootschappen die in Nederland gevestigd zijn. Het tarief is proportioneel en bedraagt 15% van de opbrengst. De Nederlandse dividendbelasting is een afzonderlijke heffing. Onder omstandigheden kan de dividendbelasting echter verrekend worden met zowel Nederlandse als niet-Nederlandse inkomensbelastingen, zoals de Nederlandse inkomstenbelasting en de Nederlandse vennootschapsbelasting. De dividendbelasting werkt in zo'n geval als een voorheffing.
In 2017 bedroeg de opbrengst van de dividendbelasting ongeveer € 3,66 miljard (iets meer dan 2% van de totale rijksbelastinginkomsten).

## Indeling
De Wet DB 1965 bestaat uit een aantal hoofdstukken, afdelingen en artikelen. In de hieronder staande weergave van de hoofdstukken komt de structuur van de wet goed tot uiting:
- Hoofdstuk I – Belastingplicht
- Hoofdstuk II – Voorwerp van belasting
- Hoofdstuk III – Tarief
- Hoofdstuk IV – Wijze van heffing
- Hoofdstuk V – Strafrechtelijke bepalingen (vervallen)
- Hoofdstuk VI – Slotbepalingen

Naast de Wet DB 1965 is onder andere de Uitvoeringsbeschikking dividendbelasting 1965 voor de bepaling van belastingplicht van belang. Daarnaast is de rechtspraak van belang voor de interpretatie van de wettelijke bepalingen.

## De belastingplichtige
In hoofdstuk I van de Wet DB 1965 wordt de zogenoemde subjectieve belastingplicht geregeld: wie is belastingplichtig.

### Belastingplichtige
Belastingplichtig is degene die – rechtstreeks of door middel van certificaten – gerechtigd is tot de opbrengst van (i) aandelen in, (ii) winstbewijzen van en (iii) bepaalde geldleningen aan in Nederland gevestigde NV's, BV's, zogenoemde open commanditaire vennootschappen en andere vennootschappen waarvan het kapitaal geheel of gedeeltelijk in aandelen verdeeld is (waaronder naar niet-Nederlands recht opgerichte, maar wel in Nederland gevestigde vennootschappen). Het zogenoemde fonds voor gemene rekening wordt onder voorwaarden gelijkgesteld met vennootschappen.
De Wet DB 1965 maakt geen onderscheid of belastingplichtigen al dan niet in Nederland woonachtig of gevestigd zijn. Bijvoorbeeld een niet in Nederland woonachtige aandeelhouder in een in Nederland gevestigde vennootschap is ook belastingplichtig voor dividenden.

### Vestigingsplaats
De Wet DB 1965 is uitsluitend van toepassing op de hierboven genoemde lichamen die in Nederland gevestigd zijn. Waar een lichaam gevestigd is, wordt bepaald aan de hand van de algemene regel die is opgenomen in de Algemene wet inzake rijksbelastingen. Veelal is, kort gezegd, de plaats waar de zogenoemde feitelijke leiding van de vennootschap gevestigd is, doorslaggevend voor het antwoord op die vraag. Een belangrijke bepaling is in dit verband ook de wettelijke fictie die bepaalt dat een naar Nederlands recht opgerichte vennootschap geacht wordt in Nederland gevestigd te zijn.

## Het voorwerp van belasting
De zogenoemde objectieve belastingplicht (over welk inkomen is belasting verschuldigd) is geregeld in hoofdstuk II van de Wet DB 1965.

### De opbrengst
De dividendbelasting is verschuldigd over de “opbrengst” van de hierboven genoemde aandelen, winstbewijzen en geldleningen Onder het begrip “opbrengst” vallen niet alleen dividenden en winstuitkeringen die als zodanig worden genoemd, maar in beginsel alle uitdelingen van winst – onder welke naam of in welke vorm dan ook – zoals liquidatie-uitkeringen en teruggaven van hetgeen op aandelen gestort is. Onder voorwaarden kunnen dergelijke teruggaven vrij van dividendbelasting gedaan worden. Deze opbrengsten worden ook wel "vermomd" dividend genoemd. Een voorbeeld van "vermomd" dividend is het wanneer een aandeelhouder een pand huurt van de onderneming waar hij een aandeel in heeft, voor een prijs die ver onder de marktwaarde ligt. Het verschil tussen het marktconforme tarief en het feitelijk berekende tarief wordt aangemerkt als genoten dividend.

### Objectieve vrijstellingen
De Wet DB 1965 kent een aantal zogenoemde objectieve vrijstellingen. Zo’n vrijstelling houdt in dat een vennootschap onder voorwaarden geen dividendbelasting hoeft te betalen indien zo’n vennootschap een opbrengst betaalbaar stelt. Zo hoeft een vennootschap die voor haar aandeelhouders een belang vormt waarvoor de deelnemingsvrijstelling (een fiscale faciliteit in de Nederlandse vennootschapsbelasting) geldt, onder voorwaarden geen dividendbelasting in te houden.

## Tarief
In hoofdstuk III van de Wet DB 1965 staat beschreven dat de dividendbelasting 15% van de opbrengst bedraagt. Neemt de vennootschap de belasting voor haar rekening, dan wordt de belasting berekend over de opbrengst verhoogd met een factor van 100/85. In het fiscale jargon wordt deze verhoging aangeduid met "brutering". Het betalen van de dividendbelasting door de vennootschap is in zekere zin ook weer een dividenduitkering die belast wordt met dividendbelasting.
Vóór 2007 was het tarief 25%.

## Wijze van heffing
In hoofdstuk IV van de Wet DB 1965 staat beschreven dat de dividendbelasting wordt geheven door inhouding op de opbrengst. Dit betekent dat de vennootschap die de opbrengst verschuldigd is, de belasting op de opbrengst moet inhouden op het moment dat de opbrengst door de vennootschap aan de belastingplichtige ter beschikking wordt gesteld. De vennootschap moet de belasting na het doen van een aangifte zelfstandig aan de belastingdienst afdragen. De belastinginspecteur legt met andere woorden niet eerst een aanslag op voordat de belasting betaald moet worden. Wel kan de belastinginspecteur onder omstandigheden een zogenoemde naheffingsaanslag opleggen.
Hoewel degene die tot de opbrengst gerechtigd is volgens de wet de belastingplichtige is, betaalt de vennootschap die de opbrengst verschuldigd de verschuldigde belasting. De vennootschap doet dit als zogenoemde inhoudingsplichtige namens de belastingplichtige.

## Mogelijkheid tot verrekening met andere belastingen
De Nederlandse dividendbelasting is in beginsel een zelfstandige belasting. Dit betekent dat de belasting geheven wordt naast bijvoorbeeld de Nederlandse inkomstenbelasting en Nederlandse vennootschapsbelasting. Onder omstandigheden is de dividendbelasting echter een zogenoemde voorheffing. Dit betekent dat de dividendbelasting geheel of gedeeltelijk met een andere belasting, zoals de Nederlandse inkomstenbelasting, verrekend mag worden, omdat de opbrengst ook volgens die belastingregeling belast wordt. Kan de dividendbelasting in zo’n geval niet verrekend worden, dan treedt op wat in het fiscale jargon “economische dubbele belasting” genoemd wordt. De voorheffing is in dat geval ook een eindheffing geworden. In een puur Nederlandse situatie is de dividendbelasting nagenoeg altijd een voorheffing van de Nederlandse inkomstenbelasting of de Nederlandse vennootschapsbelasting

### Werking bij natuurlijke personen
Bij uitkering aan een Nederlandse natuurlijk persoon kan de ingehouden dividendbelasting worden verrekend met de inkomstenbelasting. Afhankelijk van de situatie treedt verrekening op in box 1, box 2 of box 3. Worden de uitgekeerde dividenden aangemerkt als winst uit onderneming (box 1) dan is hierop het progressieve tarief van box 1 van toepassing. Worden de uitgekeerde dividenden aangemerkt als inkomsten uit aanmerkelijk belang (box 2), dan worden zij uiteindelijk tegen een tarief van 25% belast. Er volgt dan na verrekening van de 15% ingehouden dividendbelasting nog een bij te betalen bedrag aan inkomstenbelasting van 10%. Worden de uitgekeerde dividenden aangemerkt als inkomsten uit sparen en beleggen (box 3) dan is de ingehouden dividendbelasting geheel terug te vragen, omdat een forfaitair rendement op het onderliggende vermogen volgens de regels van deze box belast wordt.

### Werking bij vennootschappen
Is de ontvanger van het dividend in een Nederlandse vennootschap, dan wordt de dividendbelasting verrekend met de vennootschapsbelasting die de aandeelhoudende onderneming moet betalen. Het uitgekeerde dividend is immers onderdeel van de winst van de vennootschap die de aandelen houdt. Bij een tarief voor de vennootschapsbelasting van 25% dient, na verrekening van de 15% ingehouden dividendbelasting, nog 10% van het bruto dividend aan vennootschapsbelasting betaald te worden.
Indien evenwel een moederonderneming ten minste 5% van aandelen in een dochteronderneming bezit, kan men een beroep doen op de deelnemingsvrijstelling. Daardoor wordt winst genoten uit de dochteronderneming vrijgesteld van de vennootschapsbelasting en daaronder ook de winst uit dividenden. In deze situatie hoeft geen dividendbelasting te worden afgedragen.

### Buitenlandse situaties
In grensoverschrijdende situaties, bijvoorbeeld als de aandeelhouder van een Nederlandse vennootschap in België woont, is de Nederlandse dividendbelasting veelal een eindheffing, althans als men uitsluitend de Nederlandse belastingen in aanmerking neemt. Die niet in Nederland gevestigde of woonachtige aandeelhouder zal echter veelal ook in zijn vestigings- of woonland voor dezelfde dividendinkomsten belastingplichtig zijn (zie voor deze situatie de volgende paragraaf).

## Internationale aspecten
De Wet DB 1965 maakt geen onderscheid in belastingplichtigen die in Nederland dan wel niet in Nederland wonen dan wel gevestigd zijn. Beiden kunnen belastingplichtig zijn voor de dividendbelasting. Een belastingplichtige die niet in Nederland woont of gevestigd is en die bijvoorbeeld een dividenduitkering ontvangt van een in Nederland gevestigde vennootschap, zal in het land waar hij woont of gevestigd is over die dividenduitkering veelal ook belasting moeten betalen. Zonder nadere regelgeving zou zich in zo’n situatie wat in het fiscale jargon “internationale dubbele belasting” wordt genoemd, voordoen: over dezelfde dividenduitkering wordt twee keer en door twee verschillende landen belasting geheven. Dit verschijnsel wordt algemeen als onwenselijk gezien.

### Belastingverdragen
Dit soort complicaties wordt voornamelijk door zogenoemde belastingverdragen tegengegaan. In belastingverdragen spreken in de regel twee landen af hoe zij hun belastingheffing op elkaar laten aansluiten. Voor wat betreft dividenduitkeringen wordt meestal afgesproken dat het land waarin de belastingplichtige woont of gevestigd is (“het woonland”), de dividenduitkering in beginsel mag belasten. Het land waarin de vennootschap die de dividenduitkering doet, gevestigd is (“de bronstaat”), mag de dividenduitkering echter eveneens, maar vaak in beperkte mate belasten, bijvoorbeeld naar een tarief van maximaal 10% van de opbrengst. De woonstaat moet in dat geval tevens toestaan dat de belasting die de bronstaat heft, in mindering wordt gebracht op de belasting die de woonstaat heft. Op deze manier wordt dubbele belasting voorkomen.

#### Voorbeeld natuurlijke personen
Een in België woonachtige aandeelhouder van een vennootschap die in Nederland gevestigd is, moet over een dividenduitkering die de vennootschap doet zowel in Nederland als in België belasting betalen. De vennootschap houdt namens de aandeelhouder 15% Nederlandse dividendbelasting in de dividenduitkering. Op grond van het Belgisch-Nederlandse belastingverdrag is Nederland als de bronstaat van de dividenduitkering in dit geval gerechtigd om maximaal 15% van de dividenduitkering te belasten zodat Nederland zich aan de afspraak met België houdt. België mag als de woonstaat van de aandeelhouder de dividenduitkering echter ook belasten. België zal dit doen conform de fiscale wetgeving zoals die in België geldt. De Belgische fiscus moet echter wel toestaan dat maximaal 15% van de dividenduitkering in mindering gebracht wordt op de belasting die in België over de dividenduitkering verschuldigd is.

#### Rechtspersonen
Voor rechtspersonen geldt in beginsel dezelfde regeling zoals die hierboven beschreven is voor natuurlijke personen. Wel geldt voor meerderheidsbelangen veelal dat het tarief dat de bronstaat maximaal mag heffen, verlaagd wordt tot een percentage dat in de regel lager ligt dan dat voor natuurlijke personen. Zou de aandeelhouder in het hierboven genoemde voorbeeld een in België gevestigde besloten vennootschap zijn, dan mag Nederland onder omstandigheden maximaal 5% belasting heffen in plaats van de 15% die voor natuurlijke personen geldt.

#### Moeder-Dochter Richtlijn
Binnen de Europese Unie is voor vennootschappen die samen een groep vormen de zogenoemde Moeder-Dochter Richtlijn van toepassing. Als gevolg van die Richtlijn mag de bronstaat onder omstandigheden over dividenduitkeringen in het geheel geen belasting heffen zodat deze uitsluitend in het vestigingsland van de aandeelhouder belast worden. Is de Richtlijn bijvoorbeeld van toepassing op het hierboven genoemde voorbeeld, dan mag de dividenduitkering in het geheel niet in Nederland, maar uitsluitend in België belast worden. In dat geval kan de Nederlandse vennootschap de inhouding van de dividendbelasting direct achterwege laten. Heeft de Nederlandse vennootschap wel dividendbelasting ingehouden, dan kan de Belgische aandeelhouder de ten onrechte ingehouden Nederlandse dividendbelasting volledig aan de Nederlandse fiscus terugvragen.

### Wetsvoorstel Spoedwet conditionele eindafrekening dividendbelasting
In 2020 werd aanhangig het Voorstel van wet van het lid Snels tot wijziging van de Wet op de dividendbelasting 1965 en enige andere belastingwetten in verband met de invoering van een conditionele eindafrekening (Spoedwet conditionele eindafrekening dividendbelasting) (inmiddels Voorstel van wet van het lid Van der Lee ..) , waar ook wel aan wordt gerefereerd met vertrekboete of vertrekbelastingwet. Het is een initiatiefwet van Bart Snels. De wet voorkomt onder meer dat een dividendbelastingclaim van een staat bij verplaatsing van de vennootschap naar een andere staat tussen wal en schip raakt. Als een bedrijf Nederland verruilt voor een land zonder dividendbelasting, moeten aandeelhouders over hun aandeel in de tot aan het vertrek opgebouwde winsten bij latere dividenduitkeringen alsnog 15 procent dividendbelasting betalen. De tot aan het vertrek opgebouwde winsten worden berekend als de waarde van het bedrijf verminderd met het gestorte kapitaal, en verminderd met een franchisebedrag van € 50 miljoen, echter tot een bedrag dat niet minder is dan nul. In het geval van een beursgenoteerd bedrijf is de waarde de beurswaarde. Bij een internationale fusie gaat het alleen om de beurswaarde van de vertrekkende vennootschap.
De wet regelt dat de vennootschap, voor rekening en risico van de aandeelhouders, aangifte moet doen van de geconserveerde winstuitdeling en dat automatisch, en renteloos, uitstel van betaling wordt verleend van de dividendbelastingschuld. Het uitstel van betaling zal vervolgens nog slechts worden beëindigd voor zover na vertrek daadwerkelijk dividenden worden uitgekeerd. Om tot uitdrukking te brengen dat de gespreid in de tijd ingevorderde dividendbelastingschuld niet hoeft te transformeren tot een last van de vennootschap, voorziet de wet in een verhaalsrecht van de vennootschap op de aandeelhouders die het dividend daadwerkelijk ontvangen. De vennootschap krijgt hierdoor in beginsel een vorderingsrecht op de aandeelhouders. Door een civielrechtelijke verrekening van het aan de aandeelhouders uit te keren dividend met de vordering uit hoofde van het verhaalsrecht kan worden bewerkstelligd dat de vennootschap het dividend netto kan uitkeren aan de aandeelhouders. Bovendien gaat de dividendbelastingschuld als gevolg van het verhaalsrecht automatisch "kleven" aan het aandeel. Bij de overdracht van het aandeel door een bestaande aandeelhouder gaat de dividendbelastingschuld aldus over op de nieuwe aandeelhouder. In het geval van een internationale fusie zoals bij Unilever (zie hieronder) zou dit in de praktijk kunnen betekenen dat er nog jaren twee verschillende soorten aandelen gehanteerd moeten worden. Eumedion stelt dat een belangrijk nadeel van zo'n duale aandelenstructuur is dat het dan erg lastig is om op aandelen gebaseerde overnames en afsplitsingen te doen.
De wet zou gelden voor alle aandeelhouders. Een in Nederland wonende aandeelhouder die voor zijn aandelenbezit wordt belast in box 3 zou de toekomstige betalingen van de dividendbelasting (aflossingen van de dividendbelastingschuld) echter gewoon kunnen verrekenen met de Nederlandse inkomstenbelasting (zie boven).
De wet zou gelden met terugwerkende kracht; in het oorspronkelijke wetsvoorstel was dit tot het moment van indiening, op 10 juli 2020, 12 uur, bij nota van wijziging is dit veranderd in 18 september 2020, 12 uur. De aanleiding van het wetsvoorstel was het voorgenomen vertrek van Unilever N.V. naar het VK (fusie met Unilever PLC), waar geen dividendbelasting wordt ingehouden. Het zou in totaal gaan om ongeveer 11 miljard euro aan dividendbelasting. Unilever stelde dat de wet in strijd zou zijn met het internationale recht, en dat als deze toch zou worden aangenomen het niet in het belang van Unilever en de aandeelhouders zou zijn het vertrek door te laten gaan. De fusie is doorgegaan, hoewel er nog onzekerheid was over het aannemen van het wetsvoorstel. Er wordt gehandeld in PLC-aandelen van maar één soort. Onduidelijk was hoe het met terugwerkende kracht indelen van PLC-aandelen in die met en zonder aanklevende dividendbelastingschuld hiermee te rijmen is. Met de tweede nota van wijziging in oktober 2021 heeft Snels de terugwerkende kracht van het wetsvoorstel laten vervallen.
Shell is ook op papier volledig Brits worden. Shell was op de hoogte van het risico van de vertrekboete, maar verwachtte niet die te zullen krijgen. 
Met de 4e nota van wijziging is onder meer de terugwerkende kracht van het wetsvoorstel tot woensdag 8 december 2021, 09.00 uur geworden.
Het kabinet ontraadt het wetsvoorstel.

## Ingetrokken voorstel tot afschaffing
Premier Mark Rutte ijverde vanaf het aantreden van zijn derde kabinet in 2017 voor het afschaffen van de dividendbelasting, hoewel dit niet in het verkiezingsprogramma van zijn partij, de VVD, had gestaan. Met name Shell en Unilever hadden hierop aangedrongen.
Dit leidde tot het wetsvoorstel Invoering van een bronbelasting en afschaffing van de dividendbelasting alsmede wijziging van enige wetten in verband met enkele maatregelen voor het bedrijfsleven (Wet bronbelasting 2020), dat onder meer bepaalde dat per 1 januari 2020 de Wet op de dividendbelasting 1965 zou worden ingetrokken.
De regeringspartijen gingen ermee akkoord. De dividendbelasting die niet verrekend kan worden met Nederlandse inkomstenbelasting leverde de Nederlandse schatkist op dat moment zo'n €2 miljard per jaar op. Buitenlanders die de Nederlandse dividendbelasting moeten betalen hoeven vaak minder belasting te betalen in hun eigen land wegens een regeling ter voorkoming van dubbele belasting. Afschaffing was dan ook een inkomstenderving voor de Nederlandse staat die voornamelijk ten goede zou komen aan andere staten.
Op 25 april 2018 steunde de oppositie, uitgezonderd de SGP, een motie van afkeuring tegen minister-president Rutte. De oppositie vond dat Rutte de Tweede Kamer beter had moeten inlichten over de memo's die er waren over de dividendbelasting. Aanleiding was een debat naar aanleiding van de kabinetsformatie in november 2017. Rutte gaf toen aan zich dergelijke memo's niet te herinneren. Uiteindelijk bleken deze memo's er wel te zijn.
In oktober 2018 begon de politieke steun voor Ruttes voorgenomen afschaffing van de dividendbelasting af te brokkelen. De SGP, die het plan aanvankelijk steunde, haakte af ('De argumenten worden dunner en de kosten hoger') en Unilever liet weten het voorgenomen plan om bij afschaffing van de dividendbelasting het hoofdkantoor naar Rotterdam te verhuizen niet doorging. Daarmee was de afschaffing van de dividendbelasting van de baan, wat als een nederlaag voor Rutte werd gezien.